# Larry Giovando
Larry Giovando (Lorenzo Giovando) (10 mars 1910-25 mai 1982) est un homme politique canadien de la Colombie-Britannique. Il est député provincial progressiste-conservateur de la circonscription britanno-colombienne de Nanaimo and the Islands de 1952 à 1954 et comme député indépendant de juillet 1954 à 1956.

## Biographie
Né à Ladysmith sur l'île de Vancouver, Giovando étudie la médecine à l'université de la Colombie-Britannique (1922-1923), à l'université de l'Oregon (1923) et à l'université McGill de Montréal (1924-1930). Après un internat à l'Hôpital général de Montréal et à l'Hôpital Royal Victoria avant de retourner à Nanaimo. Il pratique ensuite la médecine dans les communautés minières de Granby, Cumberland et South Wellington. 
Il siège comme député indépendant dès juillet 1954 et jusqu'à la fin de son mandat en raison d'une mésentente entre les branches provinciales et fédérales conservatrices.
Giovando meurt d'une crise cardiaque près de Port Townsend dans l'État de Washington en mai 1982 à l'âge de 77 ans.